# Chenevelles
Chenevelles – miejscowość i gmina we Francji, w regionie Nowa Akwitania, w departamencie Vienne.
Według danych na rok 1990 gminę zamieszkiwały 393 osoby, a gęstość zaludnienia wynosiła 13 osób/km² (wśród 1467 gmin regionu Poitou-Charentes Chenevelles plasuje się na 634. miejscu pod względem liczby ludności, natomiast pod względem powierzchni na miejscu 164.).